# ATP World Series
Le ATP World Series sono state una serie di tornei di tennis internazionali riservati ad atleti professionisti organizzati dalla ATP. 
Il montepremi di questi tornei poteva variare da un minimo di 416 000 $ fino ad un massimo di 1 000 000 $. 
In termini di montepremi e punti assegnati si assestavano tra i Challenger e le ATP Championship Series.
Hanno avuto inizio con l'inaugurazione dell'ATP Tour nel 1990 e nel 1998 sono stati sostituiti dalle ATP International Series.

## Tornei
Di seguito l'elenco in ordine alfabetico dei tornei ATP World Series.
| Torneo                                          | Località                           | Superficie                             | Montepremi (US$) | Periodo nei World Series | Variazioni                                                                   |
| ----------------------------------------------- | ---------------------------------- | -------------------------------------- | ---------------- | ------------------------ | ---------------------------------------------------------------------------- |
| Abierto Mexicano de Tenis                       | Città del Messico, Messico         | Terra rossa                            | 275 000 $        | 1993-1997                |                                                                              |
| Argentina Open                                  | Buenos Aires, Argentina            | Terra rossa                            | 445 000 $        | 1993-1995                | Non disputato nel 1996, declassato ad ATP Challenger nel 1997                |
| Athens Open                                     | Atene, Grecia                      | Terra rossa                            | 125 000 $        | 1990-1994                | Torneo estinto                                                               |
| ATP Bolzano                                     | Bolzano, Italia                    | Sintetico indoor                       | 270 000 $        | 1992-1993                | Torneo estinto                                                               |
| ATP Bordeaux                                    | Bordeaux, Francia                  | Terra rossa/Cemento                    | 270 000 $        | 1990-1995                | Torneo estinto                                                               |
| ATP Buzios                                      | Armação dos Búzios, Brasile        | Cemento                                | 147 500 $        | 1991-1992                | Torneo estinto                                                               |
| ATP Firenze                                     | Firenze, Italia                    | Terra rossa                            | 225 000 $        | 1990-1994                | Torneo estinto                                                               |
| ATP Itaparica                                   | Itaparica, Brasile                 | Cemento                                |                  | 1990                     | Torneo estinto                                                               |
| ATP Jakarta                                     | Giacarta, Indonesia                | Cemento                                | 275 000 $        | 1993-1996                | Torneo estinto                                                               |
| ATP Montevideo                                  | Montevideo, Uruguay                | Terra rossa                            | 188 750 $        | 1994-1995                | Non disputato nel 1996 e 1997                                                |
| ATP Nizza                                       | Nizza, Francia                     | Terra rossa                            | 225 000 $        | 1990-1995                | Non disputato dal 1996 al 2009                                               |
| ATP Oporto                                      | Porto, Portogallo                  | Terra rossa                            | 303 000 $        | 1995-1996                | Torneo estinto                                                               |
| ATP Osaka                                       | Osaka, Giappone                    | Cemento                                | 475 000 $        | 1993-1994                | Torneo estinto                                                               |
| ATP Ostrava                                     | Ostrava, Repubblica Ceca           | Sintetico indoor                       | 290 000 $        | 1994-1997                |                                                                              |
| ATP Pörtschach                                  | Genova, Italia Pörtschach, Austria | Terra rossa                            | 416 000 $        | 1990-1997                |                                                                              |
| ATP Praga                                       | Praga, Repubblica Ceca             | Terra rossa                            |                  | 1990-1997                |                                                                              |
| ATP Rio de Janeiro                              | Rio de Janeiro, Brasile            | Sintetico                              | 225 000 $        | 1990                     | Torneo estinto                                                               |
| ATP San Paolo                                   | San Paolo, Brasile                 | Sintetico/Cemento/Terra rossa          | 125 000 $        | 1990-1993                | Torneo estinto                                                               |
| ATP Saragozza                                   | Saragozza, Spagna                  | Sintetico indoor                       | 175 000 $        | 1993-1994                | Torneo estinto                                                               |
| ATP Singapore                                   | Singapore, Singapore               | Sintetico indoor/Cemento               |                  | 1990-1992, 1996          | Non disputato dal 1993 al 1995, promosso ad ATP Championship Series nel 1997 |
| ATP Taipei                                      | Taipei, Taiwan                     | Sintetico indoor                       | 270 000 $        | 1992                     | Torneo estinto                                                               |
| Auckland Open                                   | Auckland, Nuova Zelanda            | Cemento                                | 436 000 $        | 1990-1997                |                                                                              |
| Austrian Open                                   | Kitzbühel, Austria                 | Terra rossa                            |                  | 1990-1997                |                                                                              |
| Bermuda Open                                    | Bermuda                            | Terra rossa                            | 303 000 $        | 1995-1996                | Torneo estinto                                                               |
| Birmingham Open                                 | Birmingham, Regno Unito            | Sintetico indoor                       | 450 000 $        | 1991                     | Torneo estinto                                                               |
| Bologna Outdoor                                 | Bologna, Italia                    | Terra                                  |                  | 1990-1997                |                                                                              |
| Brasilia Open                                   | Brasilia, Brasile                  | Sintetico                              | 225 000 $        | 1991                     | Torneo estinto                                                               |
| Brighton International                          | Bournemouth, Regno Unito           | Terra rossa                            | 375 000 $        | 1996-1997                |                                                                              |
| Campionati Internazionali di Sicilia            | Palermo, Italia                    | Terra rossa                            |                  | 1990-1997                |                                                                              |
| Chennai Open                                    | Chennai, India                     | Cemento                                | 436 000 $        | 1996-1997                |                                                                              |
| Chicago Grand Prix                              | Chicago, Stati Uniti               | Sintetico indoor                       | 225 000 $        | 1991                     | Torneo estinto                                                               |
| Chile Open                                      | Santiago del Cile, Cile            | Terra rossa                            | 448 000 $        | 1993-1997                |                                                                              |
| China Open                                      | Pechino, Cina                      | Cemento                                | 500 000 $        | 1993-1997                |                                                                              |
| Cologne Open                                    | Colonia, Germania                  | Terra rossa                            | 240 000 $        | 1992                     | Torneo estinto                                                               |
| Colombia Open                                   | Bogotà, Colombia                   | Terra rossa                            | 288 750 $        | 1994-1997                |                                                                              |
| Connecticut Open                                | New Haven, Stati Uniti             | Cemento                                | 675 000 $        | 1990-1997                |                                                                              |
| Copenaghen Open                                 | Copenaghen, Danimarca              | Cemento                                | 125 000 $        | 1991-1997                |                                                                              |
| Croatian Indoors                                | Zagabria/Spalato, Croazia          | Cemento indoor                         | 400 000 $        | 1996-1997                |                                                                              |
| Croatia Open Umag                               | Umago, Croazia                     | Terra rossa                            | 416 000 $        | 1990-1997                |                                                                              |
| Delray Beach International Tennis Championships | Delray Beach, Stati Uniti          | Cemento                                | 416 000 $        | 1993-1997                |                                                                              |
| Dubai Tennis Championships                      | Dubai, Emirati Arabi Uniti         | Cemento                                | 1 000 000 $      | 1993-1997                |                                                                              |
| Dutch Open                                      | Hilversum/Amersfoort, Paesi Bassi  | Terra rossa                            | 416 000 $        | 1990-1997                |                                                                              |
| Estoril Open                                    | Estoril, Portogallo                | Terra rossa                            | 625 000 $        | 1990-1997                |                                                                              |
| European Community Championship                 | Anversa, Belgio                    | Sintetico indoor                       |                  | 1992-1994                | Non disputato nel 1995 e promosso ad ATP Championship Series nel 1996        |
| European Indoor Championships                   | Berlino, Germania                  | Sintetico indoor                       |                  | 1990-1991                | Torneo estinto                                                               |
| Geneva Open                                     | Ginevra, Svizzera                  | Cemento                                |                  | 1990-1991                | Declassato ad ATP Challenger nel 1992                                        |
| Grand Prix de Tennis de Lyon                    | Lione, Francia                     | Sintetico indoor                       | 800 000 $        | 1990-1997                |                                                                              |
| Grand Prix de Tennis de Toulouse                | Tolosa, Francia                    | Sintetico indoor/Cemento               |                  | 1990-1997                |                                                                              |
| Grand Prix Hassan II                            | Casablanca, Marocco                | Terra rossa                            | 416 000 $        | 1990, 1992-1997          |                                                                              |
| Guarujá Open                                    | Guarujá, Brasile                   | Terra rossa                            | 125 000 $        | 1990-1992                | Torneo estinto                                                               |
| Hall of Fame Tennis Championships               | Newport, Stati Uniti               | Erba                                   | 416 000 $        | 1990-1997                |                                                                              |
| Halle Open                                      | Halle, Germania                    | Erba                                   | 800 000 $        | 1993-1997                |                                                                              |
| Hong Kong Open                                  | Hong Kong, Hong Kong               | Cemento                                |                  | 1990-1997                |                                                                              |
| Indianapolis Tennis Championships               | Indianapolis, Stati Uniti          | Cemento                                | 525 000 $        | 1990-1997                |                                                                              |
| Internazionali di Tennis di Baviera             | Monaco di Baviera, Germania        | Terra rossa                            | 416 000 $        | 1990-1997                |                                                                              |
| Kremlin Cup                                     | Mosca, Russia                      | Sintetico indoor                       | 1 000 000 $      | 1990-1997                |                                                                              |
| Kuala Lumpur Open                               | Kuala Lumpur, Malaysia             | Cemento/Sintetico indoor               | 275 000 $        | 1993-1995                | Torneo estinto                                                               |
| Los Angeles Open                                | Los Angeles, Stati Uniti           | Cemento                                | 525 000 $        | 1990-1997                |                                                                              |
| Maceió Open                                     | Maceió, Brasile                    | Terra rossa                            | 130 000 $        | 1992                     | Torneo estinto                                                               |
| Madrid Tennis Grand Prix                        | Madrid, Spagna                     | Terra rossa                            | 279 000 $        | 1990-1994                | Torneo estinto                                                               |
| Maharashtra Open                                | Nuova Delhi/Chennai, India         | Cemento                                | 405 000 $        | 1996-1997                |                                                                              |
| Manchester Open                                 | Manchester, Regno Unito            | Erba                                   | 225 000 $        | 1990-1994                | Torneo estinto                                                               |
| Milano Indoor                                   | Milano, Italia                     | Sintetico (i)                          | 540 000 $        | 1990-1992                | Promosso ad ATP Championship Series nel 1993                                 |
| Nottingham Open                                 | Nottingham, Gran Bretagna          | Erba                                   | 416 000 $        | 1995-1997                |                                                                              |
| Open 13                                         | Marsiglia, Francia                 | Cemento indoor                         | 600 000 $        | 1993-1997                |                                                                              |
| Oahu Open                                       | Oahu, Stati Uniti                  | Cemento                                | 288 750 $        | 1994                     | Torneo estinto                                                               |
| Open de Tenis Comunidad Valenciana              | Valencia/Marbella, Spagna          | Terra rossa                            | 416 000 $        | 1995-1997                |                                                                              |
| Orlando Classic                                 | Orlando, USA                       | Cemento                                |                  | 1990-1997                |                                                                              |
| Pacific Coast Championships                     | San José, Stati Uniti              | Cemento indoor                         | 416 000 $        | 1990-1997                |                                                                              |
| Qatar Open ATP                                  | Doha, Qatar                        | Cemento                                | 1 000 000 $      | 1993-1997                |                                                                              |
| Queen's Club Championships                      | Londra, Gran Bretagna              | Erba                                   | 800 000 $        | 1990-1997                |                                                                              |
| Queensland Open                                 | Brisbane, Australia                | Erba / Cemento outdoor/ Cemento indoor | 416 000 $        | 1990-1992                | Torneo estinto                                                               |
| Romanian Open                                   | Bucarest, Romania                  | Terra rossa                            | 416 000 $        | 1993-1997                |                                                                              |
| Rosmalen Open                                   | 's-Hertogenbosch, Paesi Bassi      | Erba                                   | 416 000 $        | 1990-1997                |                                                                              |
| Rotterdam Open                                  | Rotterdam, Paesi Bassi             | Cemento                                |                  | 1990-1997                |                                                                              |
| San Marino Open                                 | San Marino, San Marino             | Terra rossa                            |                  | 1990-1997                |                                                                              |
| Sanremo Open                                    | Sanremo, Italia                    | Terra rossa                            |                  | 1990                     | Torneo estinto                                                               |
| Schenectady Open                                | Schenectady Open, Schenectady      | Cemento                                | 125 000 $        | 1990-1994                | Torneo estinto                                                               |
| Seoul Open                                      | Seul, Corea del Sud                | Cemento                                | 203 000 $        | 1990-1996                | Torneo estinto                                                               |
| Shanghai Open                                   | Shanghai, Cina                     | Sintetico indoor                       | 303 000 $        | 1996-1997                |                                                                              |
| South African Open                              | Johannesburg/Durban, Sudafrica     | Cemento                                |                  | 1992-1995                | Torneo estinto                                                               |
| South Australian Open                           | Adelaide, Australia                | Cemento                                | 419 000 $        | 1990-1997                |                                                                              |
| Stockholm Open                                  | Stoccolma, Svezia                  | Sintetico indoor                       | 800 000 $        | 1995-1997                |                                                                              |
| St. Petersburg Open                             | San Pietroburgo, Russia            | Sintetico indoor                       | 1 000 000 $      | 1995-1997                |                                                                              |
| Swedish Open                                    | Båstad, Svezia                     | Terra rossa                            | 416 000 $        | 1990-1997                |                                                                              |
| Swiss Indoors                                   | Basilea, Svizzera                  | Cemento indoor                         | 1 000 000 $      | 1990-1997                |                                                                              |
| Swiss Open Gstaad                               | Gstaad, Svizzera                   | Terra rossa                            | 496 000 $        | 1990-1997                |                                                                              |
| Sydney International                            | Sydney, Australia                  | Cemento                                | 436 000 $        | 1990-1997                |                                                                              |
| Tampa Open                                      | Tampa, Stati Uniti                 | Terra rossa                            | 225 000 $        | 1991-1993                | Torneo estinto                                                               |
| Tashkent Open                                   | Tashkent, Uzbekistan               | Cemento                                | 328 000 $        | 1997                     |                                                                              |
| Tel Aviv Open                                   | Tel Aviv, Israele                  | Cemento                                | 125 000 $        | 1990-1996                | Non disputato dal 1997 al 2021                                               |
| Tennis Channel Open                             | Scottsdale, Stati Uniti            | Cemento                                | 416 000 $        | 1992-1997                |                                                                              |
| U.S. Men's Clay Court Championships             | Houston, Stati Uniti               | Terra rossa                            | 416 000 $        | 1990-1997                |                                                                              |
| U.S. National Indoor Tennis Championships       | Memphis, USA                       | Cemento indoor                         |                  | 1990                     | Promosso ad ATP Championship Series nel 1991                                 |
| U.S. Pro Tennis Championships                   | Boston, Stati Uniti                | Cemento                                | 303 000 $        | 1997                     |                                                                              |
| USTA Clay Court Classic                         | Pinehurst, Stati Uniti             | Terra rossa                            | 250 000 $        | 1994                     | Torneo estinto                                                               |
| Vienna Open                                     | Vienna Open, Vienna                | Cemento indoor                         | 225 000 $        | 1990-1995                | Promosso ad ATP Championship Series nel 1996                                 |
| Wellington Classic                              | Wellington, Australia              | Sintetico indoor                       |                  | 1990-1992                | Declassato ad ATP Challenger nel 1993                                        |
| Wembley Championships                           | Londra, Gran Bretagna              | Sintetico indoor                       | 297 000 $        | 1990                     | Torneo estinto                                                               |